# Открытый чемпионат Китая по теннису 2013
Открытый чемпионат Китая по теннису 2013 года — профессиональный теннисный турнир, проводимый в китайском городе Пекин на открытых кортах с хардовым покрытием.
Мужской турнир проводится в 15-й раз, имея в этом году категорию ATP 500; женское же соревнование проводится в 17-й раз и принадлежит к серии WTA Premier Mandatory. Соревнования прошли с 28 сентября по 6 октября.
Прошлогодние победители:
- мужской одиночный разряд —  Новак Джокович
- женский одиночный разряд —  Виктория Азаренко
- мужской парный разряд —  Боб Брайан /  Майк Брайан
- женский парный разряд —  Екатерина Макарова /  Елена Веснина

## Соревнования

### Мужчины одиночки
Новак Джокович обыграл  Рафаэля Надаля со счётом 6-3, 6-4.
- Джокович выигрывает 4-й титул в сезоне и 38-й за карьеру в туре ассоциации.
- Надаль уступает 3-й финал в сезоне и 24-й за карьеру в туре ассоциации.

### Женщины одиночки
Серена Уильямс обыграла  Елену Янкович со счётом 6-2, 6-2.
- Уильямс выигрывает 10-й титул в сезоне и 56-й за карьеру в туре ассоциации.
- Янкович уступает 2-й финал в сезоне и 18-й за карьеру в туре ассоциации.

### Мужчины пары
Максим Мирный /  Хория Текэу обыграли  Андреаса Сеппи /  Фабио Фоньини со счётом 6-4, 6-2.
- Мирный выигрывает 3-й титул в сезоне и 48-й за карьеру в основном туре ассоциации.
- Текэу выигрывает 3-й титул в сезоне и 16-й за карьеру в основном туре ассоциации.

### Женщины пары
Кара Блэк /  Саня Мирза обыграли  Веру Душевину /  Аранчу Парру Сантонху со счётом 6-2, 6-2.
- Блэк выигрывает 3-й титул в сезоне и 57-й за карьеру в туре ассоциации.
- Мирза выигрывает 5-й титул в сезоне и 19-й за карьеру в туре ассоциации.
- Блэк и Мирза побеждают на соревнованиях ассоциации вторую неделю подряд.